# Steiff-Fabrikhalle

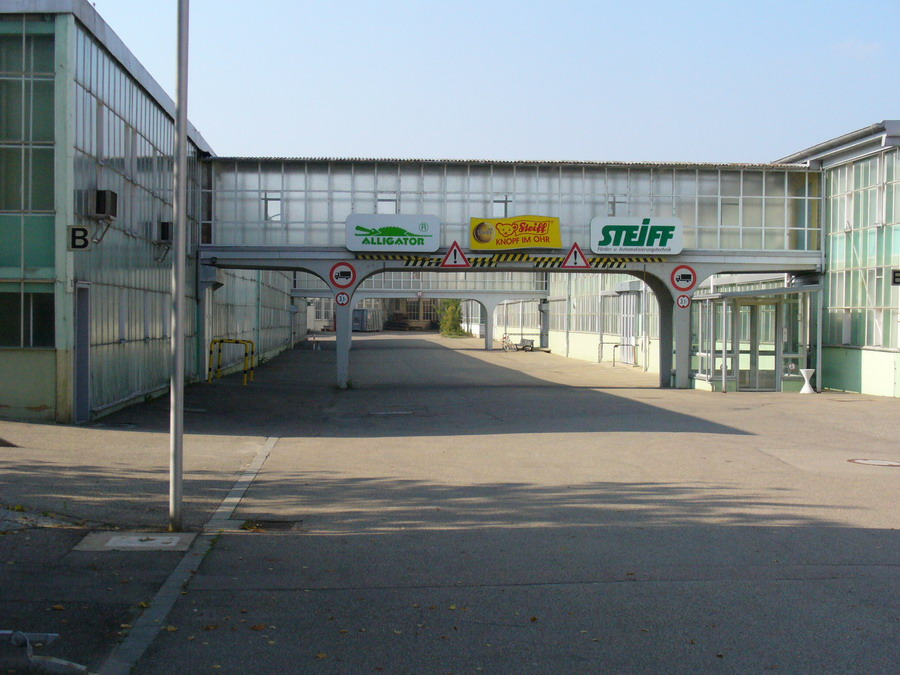
Steiff Fabrikhallen

Die Steiff-Fabrikhalle ist eine im Jahr 1903 errichtete Fabrikhalle der Margarete Steiff GmbH in Giengen an der Brenz in Baden-Württemberg. Die Halle ist auch unter den Bezeichnungen Osthalle und Jungfrauenaquarium bekannt, wobei dieser volkstümliche Name darauf verweist, dass in der verglasten Halle früher vorwiegend unverheiratete Frauen arbeiteten. Unter dem Gesichtspunkt ihrer Bauweise stellt die Steiff-Fabrikhalle „[e]ine wirkliche Innovation [...], bei der alle Fassaden als zweischaliger nichttragender Glas-Eisen-Curtain-Wall ausgebildet sind, der eine innenliegende Stahlkonstruktion umhüllt.“

## Bau

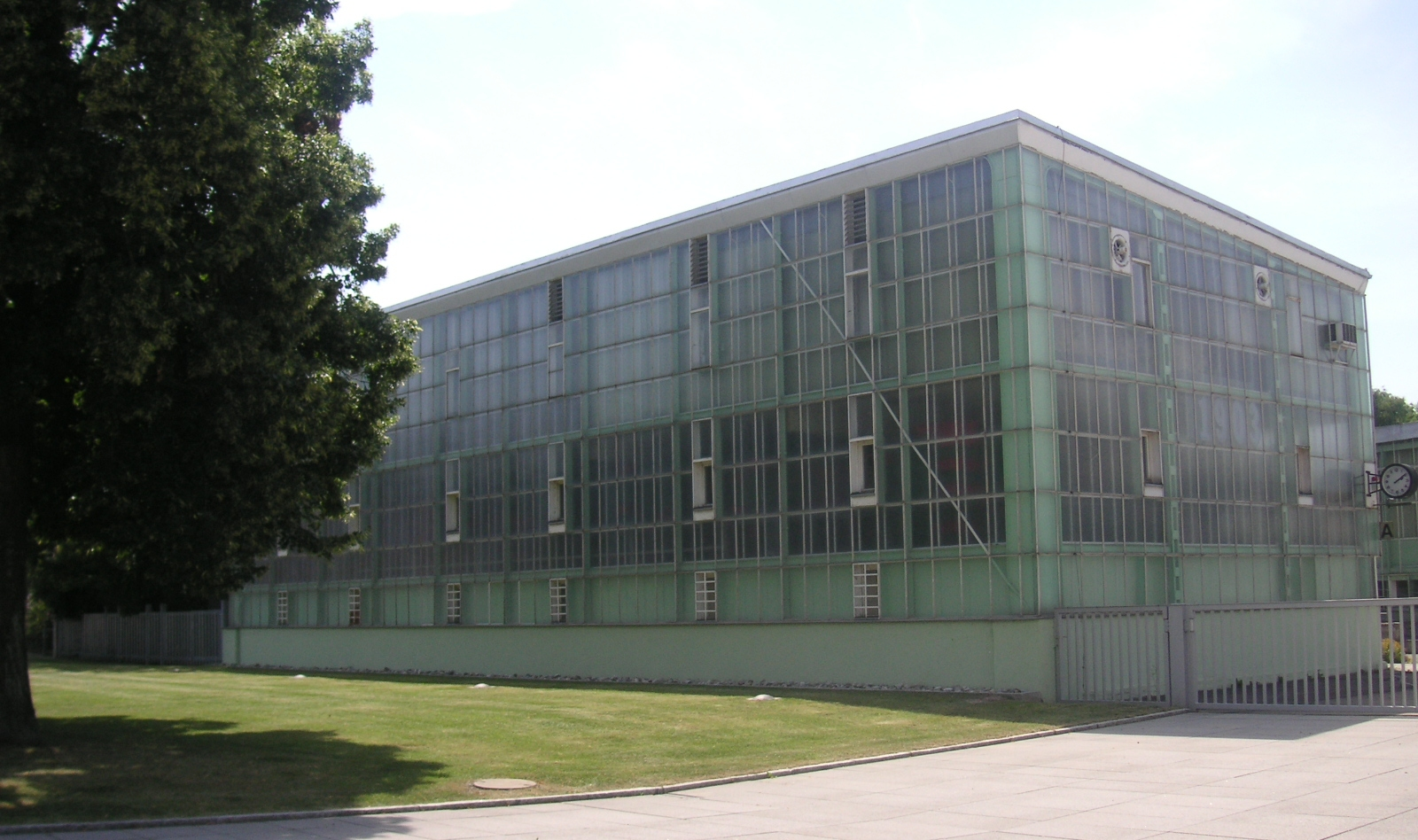
Ansicht der Osthalle

Ideengeber für die Bauweise war wahrscheinlich Richard Steiff. Die Forschung geht davon aus, dass er bereits bei der Ausschreibung des Architekturauftrags die entscheidenden Details festlegte. „Die Konstruktion entwickelte ein unbekannter Ingenieur ohne einen Architekten“ in Zusammenarbeit mit der Eisenwerk München AG.
Die laut Winfried Nerdinger als erste sogenannte Vorhangfassade in Deutschland (Curtain-Wall-Konstruktion) errichtete Fassade der Osthalle, im sogenannte Stil des Neuen Bauens, gehört architekturgeschichtlich in den Kontext der frühen „funktionalistischen Skelettbauten mit nahtlos rundum vorgehängter Glasfassade und sichtbaren Wandverbänden“; als solche ist sie von architekturgeschichtlich herausragender Bedeutung. Die offene Gestaltung der Arbeitsfläche im Inneren gilt als ihrer Zeit weit voraus. Die ehemalige Rampe an der Fassade sorgte für Barrierefreiheit, die für Margarete Steiff als Rollstuhlfahrerin essentiell war. Zudem lohnte sie sich auch aus finanzieller Sicht, da man auf mechanische und elektrische Lastenaufzüge verzichten konnte. Später wurden Rampen an der Fassade in der Architektur ein Zeichen für schnelles Wachstum, Dynamik und Innovation.
Die Baugenehmigung für das Gebäude zu erlangen stellte sich ursprünglich als schwierig heraus, denn die Verantwortlichen befürchteten, dass jeder, der in einem vollverglasten Gebäude wie dem „Jungfrauenaquarium“ arbeiten würde, Gefahr laufen würde, sein Augenlicht zu verlieren. Nachdem dieses Risiko auf das Unternehmen übertragen wurde, wurde dennoch eine Baugenehmigung erteilt.
1904 und 1908 wurde der Ostbau durch weitere Bauten in gleichem Stil ergänzt, bei denen die Metallkonstruktion allerdings durch eine Holzrahmenkonstruktion ersetzt wurde. Diese Änderung soll von Richards Bruder Hugo Steiff ausgedacht worden sein. So konnten die beiden Gebäude preiswerter gebaut werden. Außerdem war man nicht auf die Eisenwerk München AG angewiesen.

## Nutzung
Die Gebäude wurden lange Zeit als Fabrikhalle genutzt. Dabei wurden in den Anfangsjahren die Fassaden im Sommer häufig mit Kalkfarbe bestrichen, da sich die Gebäude ansonsten zu sehr aufheizten. Später im Jahr konnte die Farbe dann wieder abgewaschen werden.
1980 wurde in der Jungfrauenhalle das erste Steiff-Museum eröffnet, das 2005 in einen Neubau umzog. Im Rahmen des zum 125-jährigen Firmenbestehen organisierten „Steiff-Sommers“ beherbergte das Gebäude die Raritätenausstellung. Nachdem das Gebäude nach einem Sturmschaden im Sommer 2011 aufwändig renoviert worden war, fanden seither 55 Mitarbeiter in ihren Büros hier Platz.

## Würdigung
Die unter Denkmalschutz stehenden Gebäude lassen laut dem Architekturkritiker Falk Jaeger „Walter Gropius’ berühmtes Fagus-Werk (Schuhleistenfabrik) in Alfeld an Konsequenz weit hinter sich“.
2011 wurde der Ostbau von Axel Föhl im Jahresheft des ICOMOS als ein möglicher Kandidat für eine Welt- bzw. Europaerbe Nominierung vorgestellt.